# Edwin Notini
Edwin Albert Thomas Dominicus Notini, född 27 november 1866 i London, död 6 juli 1932 i Malmö, var en svensk disponent och bildhuggare/stuckatör.
Han var son till Ferdinand Notini och Anna (Hannah) Summers samt bror till Ferdinand Fredrik Notini. Han ingick äktenskap med Thyra Lindhe. Han fick sin första utbildning i bildhuggeri av sin far. Därefter studerade han vid Tekniska skolan i Stockholm och under ett och ett halvt år i Köpenhamn, han avslutade sina studier för sin farbror Axel Notini. Han övertog 1895 sin farbrors filialverksamhet i Malmö och startade 1904 företaget Malmö Takpapperfabrik AB. Bland hans offentliga arbeten märks ornamentarbeten för Odd Fellow och Frimurarlogen i Malmö samt ornamentarbeten i flera offentliga lokaler. Notini var representerad vid Baltiska utställningen i Malmö 1914, där hans yrkesskicklighet uppmärksammades. Makarna Notini är begravda på Sankt Pauli mellersta kyrkogård i Malmö.

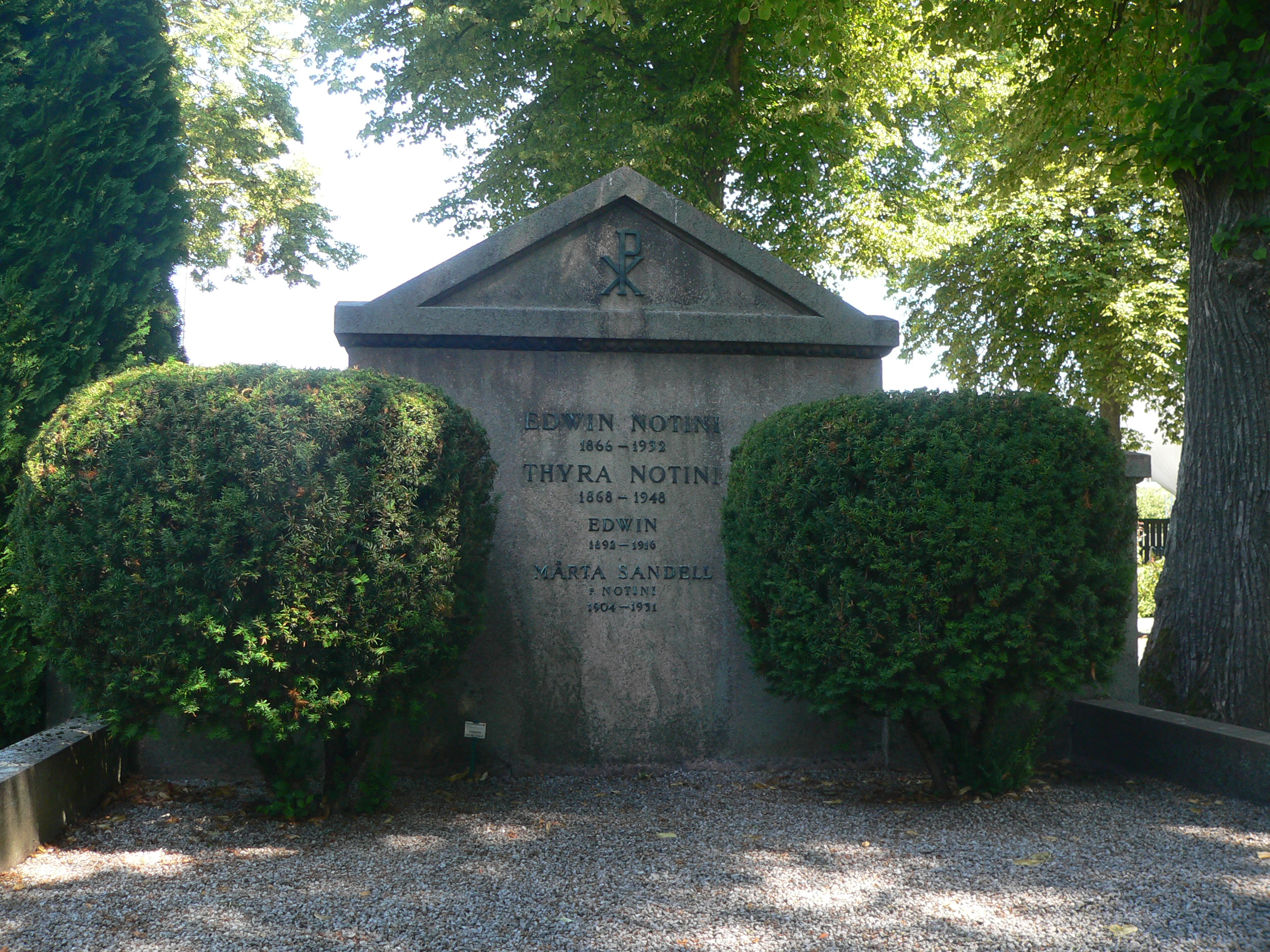
Edwin Notinis grav på Sankt Pauli mellersta kyrkogård (kvarteret Annelund, grav 76).
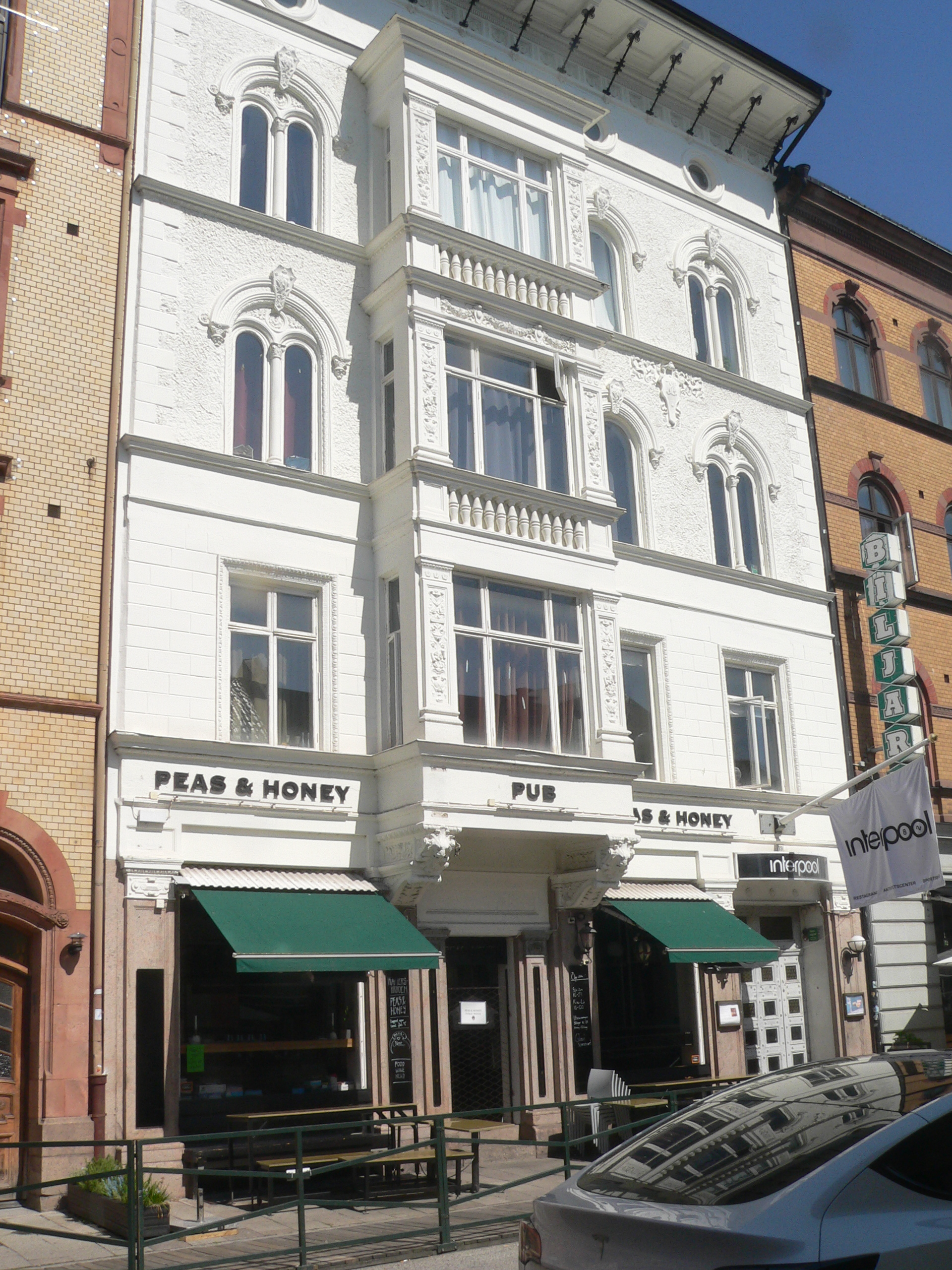
Edwin Notinis hus på Stora Nygatan 19 i Malmö uppfört 1897. På bottenvåningen (där det 2024, när bilden togs, bedrevs restauarangverksamhet) hade han sin affärsverksamhet.
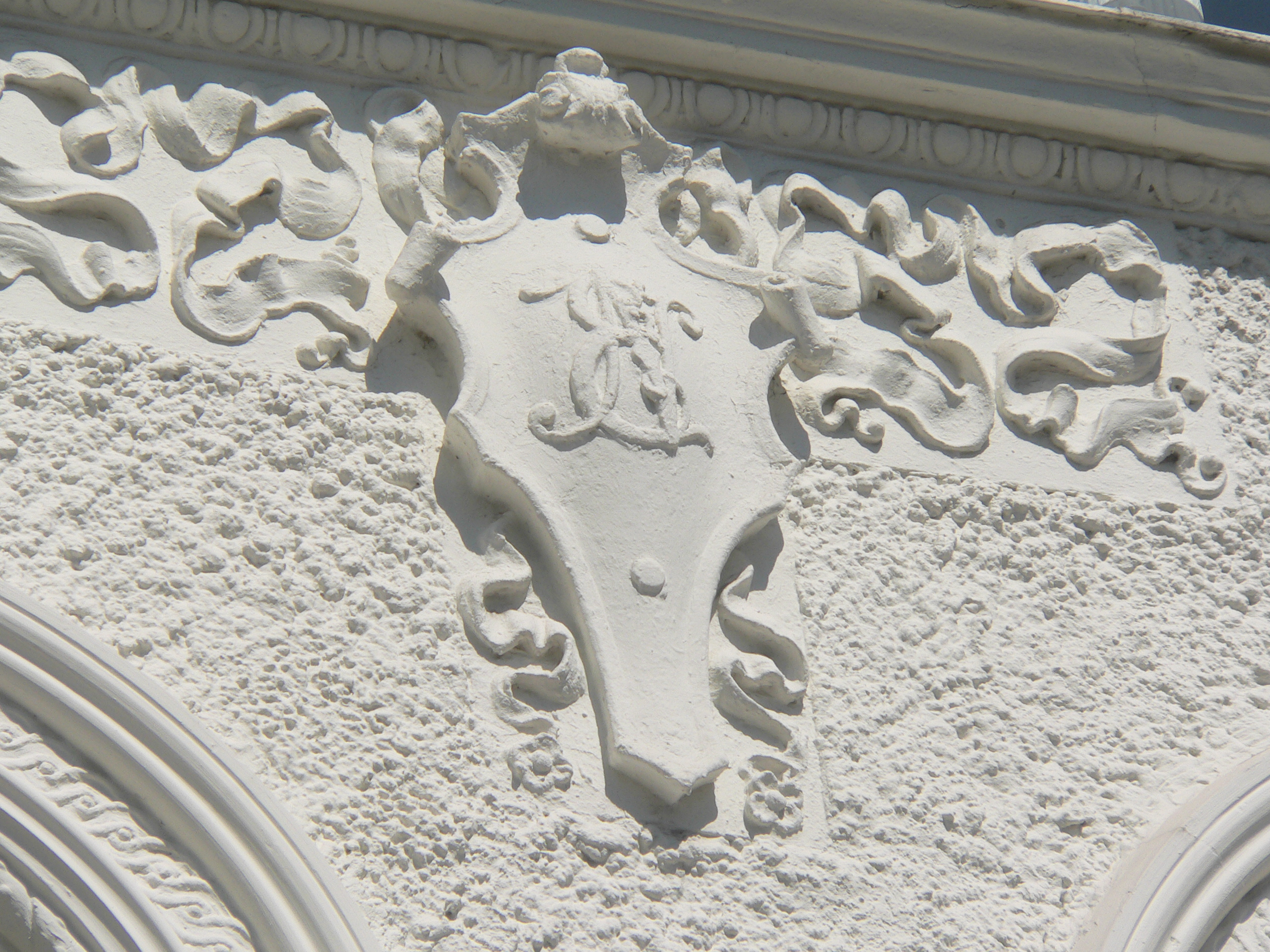
Edwin Notinis monogram på fasaden (tredje våningen) till Stora Nygatan 19 (E:et ser ut som en bakvänd 3:a, resten föreställer ett snirkligt "N").